# (467018) 2016 CM149
(467018) 2016 CM149 es un asteroide perteneciente al cinturón de asteroides, descubierto el 8 de enero de 2010 por el equipo Spacewatch desde el Observatorio Nacional de Kitt Peak (Arizona, Estados Unidos).